# Sankt Drottensgatan
Sankt Drottensgatan är en gata i Visby innerstad som går mellan Södra kyrkogatan och Sankt Hansgatan i nord-västlig riktning. Namnet kan härledas till 1850-talet och kommer från den närliggande Drottens kyrkoruin. Det tidigare namnet var Elefantgatan efter Gabriel Elephant.

## Historik
Gatunätet i Visby innerstad har bevarats med i stort sett samma utseende sedan medeltiden. Sankt Drottensgatan breddades i samband med saneringen av kvarteret Nunnan i mitten av 1930-talet. Gatans mynning vid Stora torget nästan fördubblades i bredd och även en magasinbyggnad som låg längs kvarteret Novisen revs. Genom detta har Sankt Drottensgatan förändrats från att ha varit en smal gränd till det utseende den har idag.

## Byggnader (urval)
- Drottens kyrkoruin
- Kapitelhuset
- Häggska huset
- Engeströmska huset

## Bilder
- En färd på gatan från Stora torget mot nordväst.

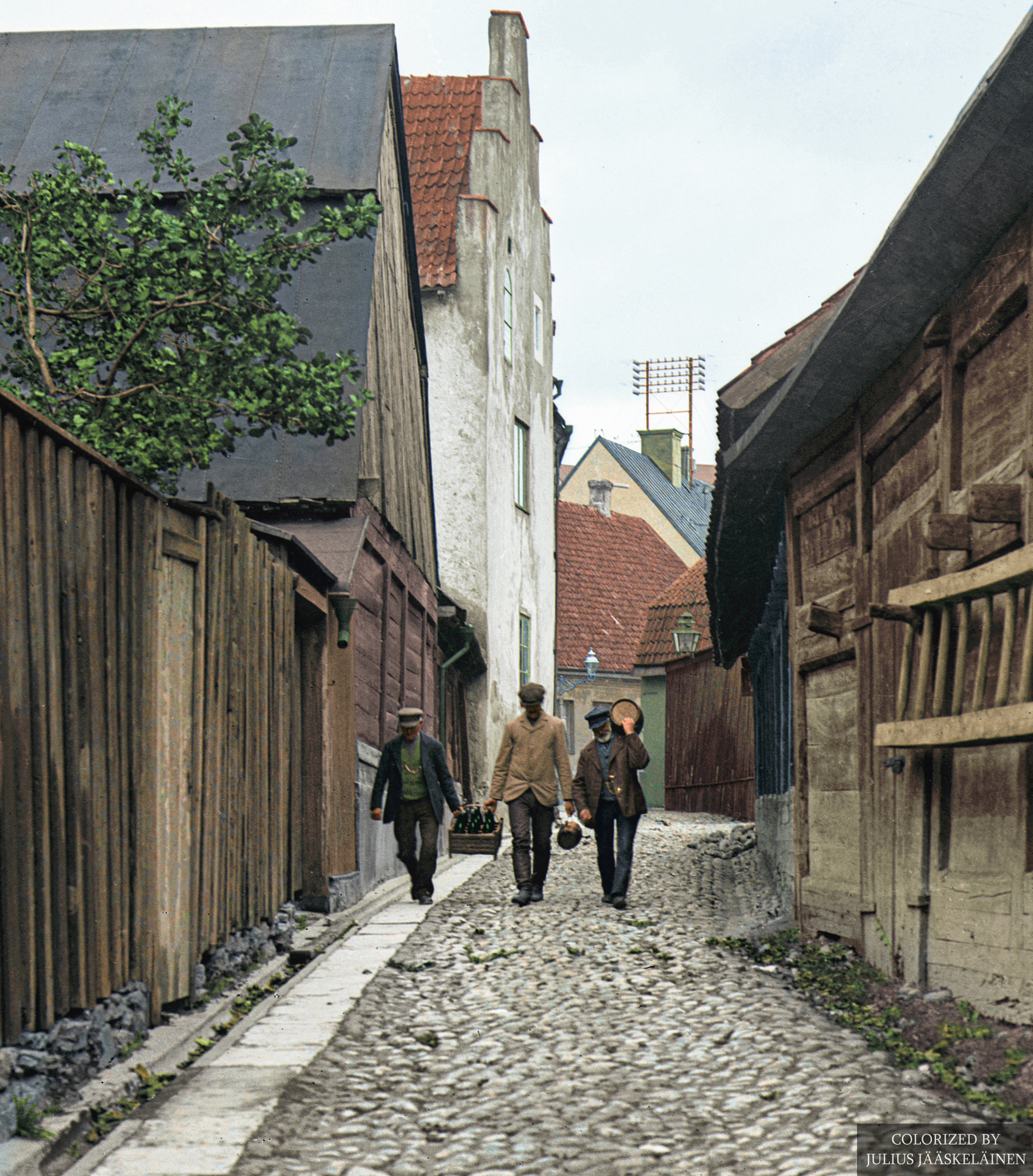
Historisk bild från början av 1900-talet innan gatan breddades.